# ポテトスキン
ポテトスキン (Potato skins) は、皮つきのジャガイモを半分に切り、穴を開けてベーコン、チェダーチーズ、ワケギ等をトッピングしたスナック、オードブルである。この料理で有名なティージーアイ・フライデーズ等のカジュアルダイニングのメニューでよく見られる。
レストランで食べられるほか、アメリカ合衆国中の家庭で手作りもされる。スーパーボウル等の大きなイベントの際にもよく食べられる。

## 歴史
レストランの前菜として、ポテトスキンはおおよそ1970年代から存在し、ティージーアイ・フライデーズには、1974年には既に作っていたとの記録がある。ただし、Prime Rib RestaurantやLettuce Entertain You Enterprises等、その起源を主張するレストランは多い 。